# Mourecotelles mixtus
Mourecotelles mixtus is een vliesvleugelig insect uit de familie Colletidae. De wetenschappelijke naam van de soort is voor het eerst geldig gepubliceerd in 1978 door Toro & Cabezas.